# Kantonale Maturitätsschule für Erwachsene (Zürich)
Die Kantonale Maturitätsschule für Erwachsene (KME) in Zürich, Schweiz, ist eine öffentliche Bildungseinrichtung für den zweiten Bildungsweg, in der bereits in der Berufswelt engagierte Erwachsene einen eidgenössisch anerkannten Maturitätsausweis erwerben können und damit direkten Zugang zu den Hochschulen erhalten. Die Ausbildung erfolgt kompakter und ist auf spezifische Bedürfnisse der Erwachsenen ausgerichtet; sonst jedoch gelten in der KME dieselben Konzepte und Reglemente wie in herkömmlichen Zürcher Kantonsschulen. Die Ausbildung erfolgt demnach tagsüber als Präsenzunterricht in Klassen. Die KME bietet die Profile bzw. Schwerpunktfächer Latein, Moderne Sprachen (Spanisch und Italienisch), Biologie und Chemie, Wirtschaft und Recht sowie Musik und Instrument an. Die Abschlussprüfungen werden direkt an der Schule durchgeführt (Hausmatur).
Die KME existiert seit 1970 und ist seit 2005 im Zürcher Seefeldquartier in der ehemaligen Kantonsschule Riesbach angesiedelt. Zusammen mit der Kantonalen Schule für Berufsbildung EB Zürich bildet sie dort das Bildungszentrum für Erwachsene (BiZE).

## Ausbildung
Die KME bietet mehrere Ausbildungsgänge an: Die Ganztagesschule dauert in der Regel sechs Semester (drei Schuljahre). Daneben besteht mit der Halbtagesschule (Dauer: Sieben Semester plus Vorkurs) ein berufsbegleitender Ausbildungsgang. Dazu ist für leistungsstarke Schüler und für Absolventen einer Berufsmittelschule oder einer Diplom- bzw. Fachmittelschule  ein so genannter Quereinstieg ins dritte Semester möglich. Seit 2005 wird auch eine sog. Passerelle, ein einjähriger Ausbildungsgang für Absolventen einer Berufsmaturität, angeboten.
Die generellen Aufnahmebedingungen sind Kenntnisse über drei Jahre Sekundarschule im Kanton Zürich und zusätzlich eine absolvierte Berufslehre bzw. drei Jahre Ausübung einer geregelten Berufstätigkeit. Das Mindestalter für Aufnahmekandidaten liegt bei 19 Jahren.

## Finanzierung – Stipendienfonds
Die KME verlangt als öffentliche Einrichtung von den Studenten aus dem Kanton Zürich und einigen anderen Kantonen kein Schulgeld. Als Finanzierungshilfe des Lebensunterhalts der Studierenden wurde für akute Notfälle ein eigener Stipendienfonds errichtet.

## Geschichte
Die Schule wurde 1970 auf Beschluss des Zürcher Kantonsrats gegründet. Es war die erste und bis heute einzige öffentliche Mittelschule für den zweiten Bildungsweg im Kanton Zürich. 1998 führte sie das neue Maturitätsanerkennungsreglement (MAR) und damit die neuen Schwerpunktfächer ein.
Bis 2005 befand sich der Standort der KME im Schulhaus Schanzenberg im Zürcher Hochschulquartier, in unmittelbarer Nachbarschaft zur Universität und ETH. Aufgrund von Umstrukturierungen im Zürcher Schulsystem wurde das Schulhaus Schanzenberg im Sommer 2005 der Pädagogischen Hochschule übergeben und die KME zog ins neu eröffnete Bildungszentrum für Erwachsene in Zürich-Riesbach. Das ehemalige Gebäude der Kantonsschule Riesbach (heute: Zürich-Birch) wurde dazu zuvor umgebaut.
2018 legte der Kantonsrat Zürich im kantonalen Richtplan fest, dass das BiZE nach dem Auszug der Kantonspolizei aus der Militärkaserne Zürich (der voraussichtlich im Jahr 2022 stattfinden wird) in das historische Gebäude auf dem Kasernenareal ziehen soll. Der Einzug der KME soll im Jahr 2026 erfolgen. Am bisherigen BiZE-Standort Riesbach soll das Literaturgymnasium der Kantonsschule Rämibühl einziehen, während die restliche KS Rämibühl an ihrem alten Standort verbleiben werde.

## Schulpartnerschaften
- Collège pour adultes, Genf, Schweiz
- Hessenkolleg Kassel, Deutschland